# Reggie Walker
Reginald (Reggie) Edgar Walker (Durban, 16 maart 1889 – aldaar, 5 november 1951) was een Zuid-Afrikaanse atleet, die gespecialiseerd was in de sprint. Hij won op de Olympische Spelen van 1908 in Londen een gouden medaille op de 100 m.

## Loopbaan
Walker kwam uit de Zuid-Afrikaanse provincie Natal. Alhoewel hij in 1907 Zuid-Afrikaans kampioen werd, behoorde hij op de Olympische Spelen niet tot de favorieten. Hij had moeite om naar Londen te komen, omdat hij niet genoeg geld had om de reis te betalen. Ter ondersteuning collecteerde een sportjournalist wat geld voor hem. In Engeland werd Walker door Sam Mussabini getraind, die later de Britse sprinter Harold Abrahams aan een olympische gouden medaille zou helpen.
Op de Spelen sneuvelde een aantal favorieten nog voor de olympische finale. Walker plaatste zich in de finale en moest tegen drie Noord-Amerikanen lopen. Net als Walker had ook James Rector in de kwalificatieronde een olympisch record gelopen. Walker won de finale in 10,8 s met een halve meter voorsprong op Rector, die zilver won. Het brons ging naar de Canadees Robert Kerr. Walker was op het moment van zijn overwinning negentien jaar en 128 dagen oud. Hiermee is hij tot nu toe (peildatum februari 2015) de jongste atleet die olympisch kampioen werd op de 100 m.
In 1909 won Walker de open Britse kampioenschappen over 100 yd in 10,0.

## Titels
- Olympisch kampioen 100 m - 1908
- Brits (AAA-)kampioen 100 yd - 1909
- Zuid-Afrikaans kampioen 100 m - 1907

## Palmares

### 100 yd
- 1909:  Britse (AAA-)kamp. - 10,0 s

### 100 m
- 1908:  OS - 10,8 s (OR)

1896: Thomas Burke ·
1900: Francis Jarvis ·
1904: Archie Hahn ·
1908: Reggie Walker ·
1912: Ralph Craig ·
1920: Charley Paddock ·
1924: Harold Abrahams ·
1928: Percy Williams ·
1932: Eddie Tolan ·
1936: Jesse Owens ·
1948: Harrison Dillard ·
1952: Lindy Remigino ·
1956: Bobby Morrow ·
1960: Armin Hary ·
1964: Bob Hayes ·
1968: Jim Hines ·
1972: Valeri Borzov ·
1976: Hasely Crawford ·
1980: Allan Wells ·
1984: Carl Lewis ·
1988: Carl Lewis ·
1992: Linford Christie ·
1996: Donovan Bailey ·
2000: Maurice Green ·
2004: Justin Gatlin ·
2008: Usain Bolt ·
2012: Usain Bolt ·
2016: Usain Bolt ·
2020: Marcell Jacobs ·
2024: Noah Lyles